# GRN-Klinik Schwetzingen

Die GRN-Klinik Schwetzingen ist ein Krankenhaus in Schwetzingen. Sie ist die Nachfolge-Einrichtung des Kreiskrankenhauses Schwetzingen. Träger ist heute die Klinikgruppe Gesundheitszentren Rhein-Neckar. Das Krankenhaus ist Akademisches Lehrkrankenhaus der Universität Heidelberg.

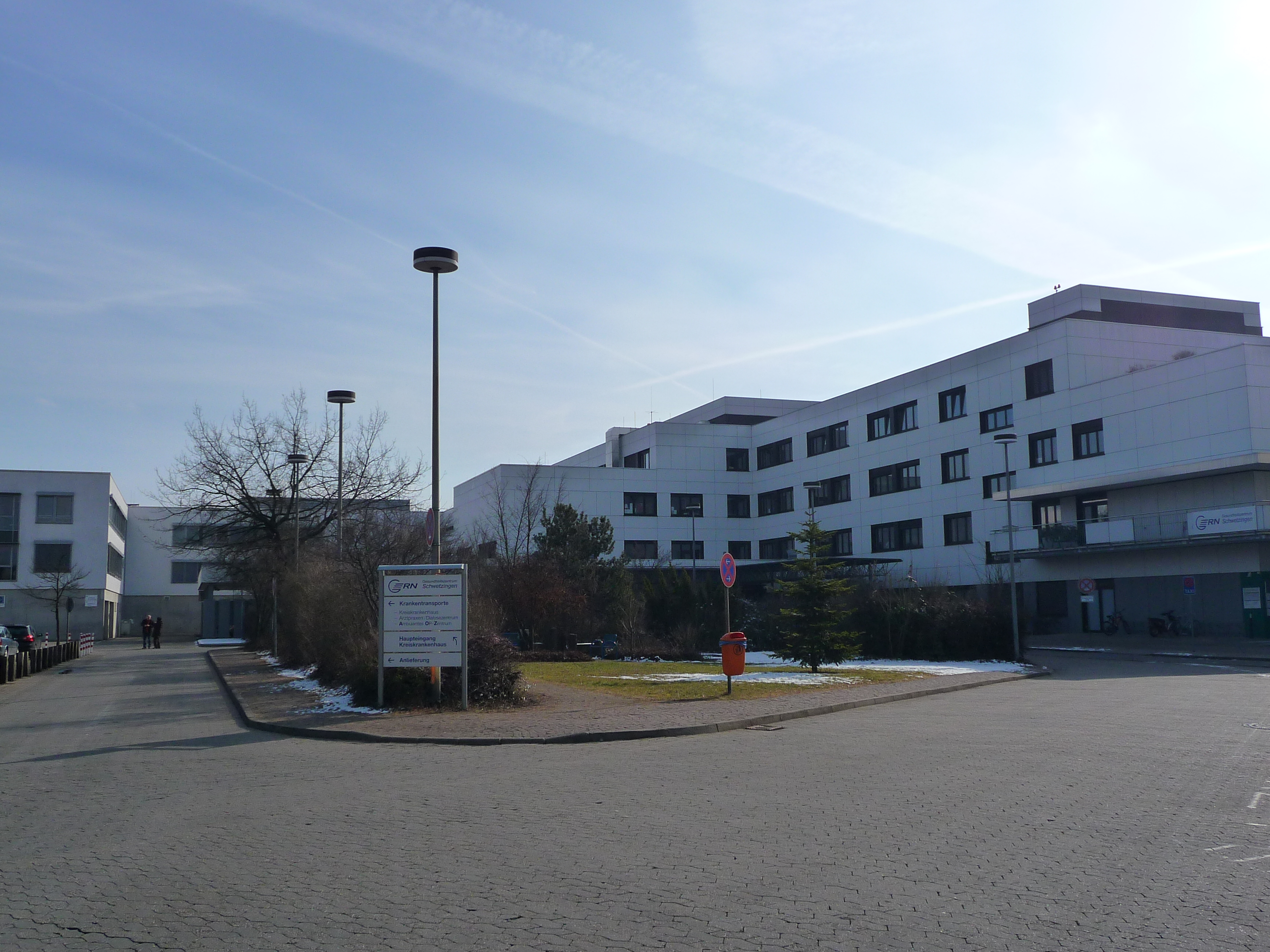
GRN-Klinik Schwetzingen

## Geschichte
Mitte 1974 wurden die ersten Patienten des städtischen Krankenhauses in das neue Kreiskrankenhaus Schwetzingen verlegt.
Seit 2006 gehört das Krankenhaus zu den Gesundheitszentren Rhein-Neckar und wurde 2010 in GRN-Klinik Schwetzingen umbenannt.

## Einrichtung
In 10 Fachabteilungen stehen 277 Patientenbetten zur Verfügung. Die Mitarbeiterzahl beläuft sich auf 800 Mitarbeiter. Jährlich werden mehr als 12.000 stationäre und 16.000 ambulante Patienten behandelt.
Neben der Zusammenarbeit mit der Universität Heidelberg werden Kooperationen mit dem Nationalen Centrum für Tumorerkrankungen (NTC) und dem Psychiatrischen Zentrum Nordbaden (PZN) in Wiesloch gepflegt.